# Odpowiedz 1994
Odpowiedz 1994 (hangul: 응답하라 1994 Eungdaphara 1994) – południowokoreański serial telewizyjny emitowany na antenie tvN. Serial był emitowany od 18 października do 28 grudnia 2013 roku, w piątki i soboty o 20:40, liczy 21 odcinków. Główne role odgrywają w nim Go Ara, Jung Woo, Yoo Yeon-seok, Kim Sung-kyun, Son Ho-jun, Baro, Min Do-hee, Sung Dong-il oraz Lee Il-hwa.
Serial został napisany przez Lee Woo-junga i wyreżyserowany przez Shin Won-ho. Jest to drugi serial z serii Eungdapara (kor. 응답하라).
Serial jest dostępny z napisami w języku polskim za pośrednictwem platformy Viki, pod tytułem Odpowiedz 1994.

## Obsada

### Główna
- Go Ara jako Sung Na-jung
  - Shin Soo-yeon jako młoda Na-jung
- Jung Woo jako „Sseureki”
- Yoo Yeon-seok jako „Chilbong”
- Kim Sung-kyun jako „Samcheonpo”
- Son Ho-jun jako „Haitai”
- Baro jako „Binggeure”
- Min Do-hee jako Jo Yoon-jin
- Sung Dong-il jako Sung Dong-il
- Lee Il-hwa jako Lee Il-hwa

### W pozostałych rolach
- Yook Sung-jae (BtoB) jako Sung Joon ("Ssuk-ssuk")
  - Sung Joon (syn Sung Dong-ila) jako młody Sung Joon
- Yoon Jong-hoon jako Kim Ki-tae
- Yeon Joon-seok jako Kim Dong-woo

Cameo
- Moon Kyung-eun jako on sam (koszykarz, odc. 1)
- Woo Ji-won jako on sam (koszykarz, odc. 1)
- Kim Hoon jako on sam (koszykarz, odc. 1)
- Hong Seok-cheon jako kadet ROTC (odc. 2)
- Na Young-seok jako student Yonsei (odc. 2)
- Huh Kyung-young jako potencjalny lokator (odc. 2)
- Woohee (Dal Shabet) jako Ha Hee-ra (odc. 2)
- Kim Min-young jako Lee Soon-ja (odc. 2)
- Kim Kwang-kyu jako Na Chang-seok, profesor Sseurekiego w szpitalu uniwersyteckim (odc. 5)
- Kim Jong-min (Koyote) jako student medycyny (odc. 5)
- Lee Joo-yeon (After School) jako studentka medycyny Lee Joo-won (odc. 5)
- Kim Jung-min jako on sam (odc. 5)
- NC.A jako dziewczyna Sung Joona (odc. 6)
- Park Kyung-ri (Nine Muses) jako przyjaciółka Na-jung na grupowej randce (odc. 7)
- Park Min-ha (Nine Muses) jako przyjaciółka Na-jung na grupowej randce (odc. 7)
- Lee Hye-min (Nine Muses) jako przyjaciółka Na-jung na grupowej randce (odc. 7)
- Lee Yoo-joon jako senior Sung Joona na grupowej randce (odc. 7)
- Ji Seung-hyun jako senior Sung Joona na grupowej randce (odc. 7)
- Yang Ki-won jako senior Sung Joona na grupowej randce (odc. 7)
- Lee Kyung-shil jako pierwsza miłość Dong-ila (odc. 8)
- Jung Sung-ho jako twórca tekstów piosenek (odc. 9)
- Lee Jung-eun jako matka Samcheonpo (odc. 10)
- Choi Deok-moon jako Kim Yoon-shik, ojciec Samcheonpo (odc. 10)
- Jo Yang-ja jako babcia Samcheonpo (odc. 10)
- Kim Han-jong jako pijany sąsiad Samcheonpo (odc. 10)
- Kim In-seo jako dziewczyna podobająca się Haitaiowi (odc. 11)
- Kim Byung-choon jako Jung Man-ho, przyjaciel Dong-ila (odc. 12)
- Jo Jae-yoon jako Kim Jae-young (odc. 12)
- Kim Won-hae jako ojciec Sseurekiego (odc. 12, 21)
- Seo Yoo-ri jako Joo-kyung, pierwsza miłość Sseurekiego (odc. 12)
- Kim Min-jong jako on sam (odc. 13)
- Choi Jong-hoon jako sierżant (odc. 14)
- Kim Seul-gie jako kuzynka Sseureki (odc. 14-15)
- Song Min-ji jako Min-jung, współpracowniczka Sseurekiego (odc. 16-17, 20)
- Yoon Jin-yi jako Jin-yi/"Die Die" (odc. 16-17)
- Jung Eun-ji (Apink) jako Sung Shi-won (odc. 16-17, 21)
- Seo In-guk jako Yoon Yoon-jae (odc. 16-17, 21)
- Hoya (Infinite) jako Kang Joon-hee (odc. 16)
- Lee Si-eon jako Bang Sung-jae (odc. 16)
- Shin So-yul jako Mo Yoo-jung (odc. 16)
- Eun Ji-won jako Do Hak-chan (odc. 17)
- Kim Jae-kyung (Rainbow) jako "Yonsei Jun Ji-hyun" (odc. 18)
- Ko Woo-ri (Rainbow) jako "Yonsei Uhm Jung-hwa" (odc. 18)
- Jun Hyun-moo jako młodszy kolega Haitaia (odc. 18)
- Yoon Min-soo (odc. 18)
- Yoon Seo jako Ae-jung (odc. 18-19)
- Jung Yu-mi (odc. 21)

## Nagrody i nominacje
| Rok  | Ceremonia                           | Kategoria                                 | Nominowany                                              | Wynik     |
| ---- | ----------------------------------- | ----------------------------------------- | ------------------------------------------------------- | --------- |
| 2014 | 8th Cable TV Broadcasting Awards    | Wielka nagroda (Daesang)                  | Odpowiedz 1994                                          | Wygrana   |
| 2014 | 50. Baeksang Arts Awards            | Najlepszy serial telewizyjny              | Odpowiedz 1994                                          | Nominacja |
| 2014 | 50. Baeksang Arts Awards            | Najlepszy reżyser (TV)                    | Shin Won-ho                                             | Nominacja |
| 2014 | 50. Baeksang Arts Awards            | Najlepszy scenariusz (TV)                 | Lee Woo-jung                                            | Nominacja |
| 2014 | 50. Baeksang Arts Awards            | Najlepsza aktorka (TV)                    | Go Ara                                                  | Nominacja |
| 2014 | 50. Baeksang Arts Awards            | Najlepszy nowy aktor (TV)                 | Jung Woo                                                | Wygrana   |
| 2014 | 50. Baeksang Arts Awards            | Najlepszy nowy aktor (TV)                 | Kim Sung-kyun                                           | Nominacja |
| 2014 | 50. Baeksang Arts Awards            | Najlepsza nowa aktorka (TV)               | Min Do-hee                                              | Nominacja |
| 2014 | 50. Baeksang Arts Awards            | Najpopularniejszy aktor (TV)              | Jung Woo                                                | Nominacja |
| 2014 | 50. Baeksang Arts Awards            | Najpopularniejszy aktor (TV)              | Yoo Yeon-seok                                           | Nominacja |
| 2014 | 50. Baeksang Arts Awards            | Najpopularniejszy aktor (TV)              | Kim Sung-kyun                                           | Nominacja |
| 2014 | 50. Baeksang Arts Awards            | Najpopularniejsza aktorka (TV)            | Go Ara                                                  | Nominacja |
| 2014 | 50. Baeksang Arts Awards            | Najpopularniejsza aktorka (TV)            | Min Do-hee                                              | Nominacja |
| 2014 | 50. Baeksang Arts Awards            | Najlepsza ścieżka dźwiękowa               | Seoul, Here - Roy Kim                                   | Nominacja |
| 2014 | 50. Baeksang Arts Awards            | Najlepsza ścieżka dźwiękowa               | To You - Sung Si-kyung                                  | Nominacja |
| 2014 | 9. Seoul International Drama Awards | People's Choice Actor                     | Jung Woo                                                | Nominacja |
| 2014 | 9. Seoul International Drama Awards | People's Choice Actress                   | Go Ara                                                  | Nominacja |
| 2014 | 7. Korea Drama Awards               | Najlepszy reżyser produkcji               | Shin Won-ho                                             | Wygrana   |
| 2014 | 7. Korea Drama Awards               | Najlepszy scenariusz                      | Lee Woo-jung                                            | Nominacja |
| 2014 | 7. Korea Drama Awards               | Najlepszy nowy aktor                      | Son Ho-jun                                              | Nominacja |
| 2014 | 7. Korea Drama Awards               | Najlepsza nowa aktorka                    | Min Do-hee                                              | Wygrana   |
| 2014 | 7. Korea Drama Awards               | Najlepsza para                            | Kim Sung-kyun i Min Do-hee                              | Wygrana   |
| 2014 | 6. MelOn Music Awards               | Najlepsza ścieżka dźwiękowa               | Only Feeling You - Jung Woo, Yoo Yeon-seok & Son Ho-jun | Nominacja |
| 2014 | 3. APAN Star Awards                 | Excellence Award, Actor in a Miniseries   | Jung Woo                                                | Wygrana   |
| 2014 | 3. APAN Star Awards                 | Excellence Award, Actress in a Miniseries | Go Ara                                                  | Nominacja |
| 2014 | 3. APAN Star Awards                 | Najlepszy aktor drugoplanowy              | Sung Dong-il                                            | Nominacja |
| 2014 | 3. APAN Star Awards                 | Najlepszy nowy aktor                      | Son Ho-jun                                              | Wygrana   |
| 2014 | 3. APAN Star Awards                 | Najlepsza nowa aktorka                    | Min Do-hee                                              | Nominacja |
| 2014 | 16. Mnet Asian Music Awards         | Najlepsza ścieżka dźwiękowa               | Happy Me - Lim Kim                                      | Nominacja |
| 2016 | tvN10 Awards                        | Najlepszy aktor                           | Sung Dong-il                                            | Nominacja |
| 2016 | tvN10 Awards                        | Special Acting Award                      | Sung Dong-il                                            | Wygrana   |
| 2016 | tvN10 Awards                        | Best Content Award, Drama                 | Odpowiedz 1994                                          | Wygrana   |
| 2016 | tvN10 Awards                        | Made in tvN, Actor in Drama               | Jung Woo                                                | Nominacja |
| 2016 | tvN10 Awards                        | Made in tvN, Actress in Drama             | Go Ara                                                  | Nominacja |
| 2016 | tvN10 Awards                        | Scene-Stealer Award, Actress              | Lee Il-hwa                                              | Nominacja |
| 2016 | tvN10 Awards                        | Best Kiss Award                           | Jung Woo i Go Ara                                       | Nominacja |

## Oglądalność
| No. | Data emisji | Oglądalność |
| No. | Data emisji | AGB Nielsen |
| --- | ----------- | ----------- |
| 1   | 2013.10.18  | 2,6%        |
| 2   | 2013.10.19  | 2,3%        |
| 3   | 2013.10.25  | 3,0%        |
| 4   | 2013.10.26  | 4,2%        |
| 5   | 2013.11.01  | 4,7%        |
| 6   | 2013.11.02  | 5,8%        |
| 7   | 2013.11.08  | 6,2%        |
| 8   | 2013.11.09  | 7,1%        |
| 9   | 2013.11.15  | 8,1%        |
| 10  | 2013.11.16  | 8,8%        |
| 11  | 2013.11.23  | 9,3%        |
| 12  | 2013.11.29  | 9,2%        |
| 13  | 2013.11.30  | 9,6%        |
| 14  | 2013.12.06  | 9,3%        |
| 15  | 2013.12.07  | 8,1%        |
| 16  | 2013.12.13  | 8,3%        |
| 17  | 2013.12.14  | 8,3%        |
| 18  | 2013.12.20  | 8,7%        |
| 19  | 2013.12.21  | 9,2%        |
| 20  | 2013.12.27  | 10,1%       |
| 21  | 2013.12.28  | 11,5%       |